# Estate di San Martino

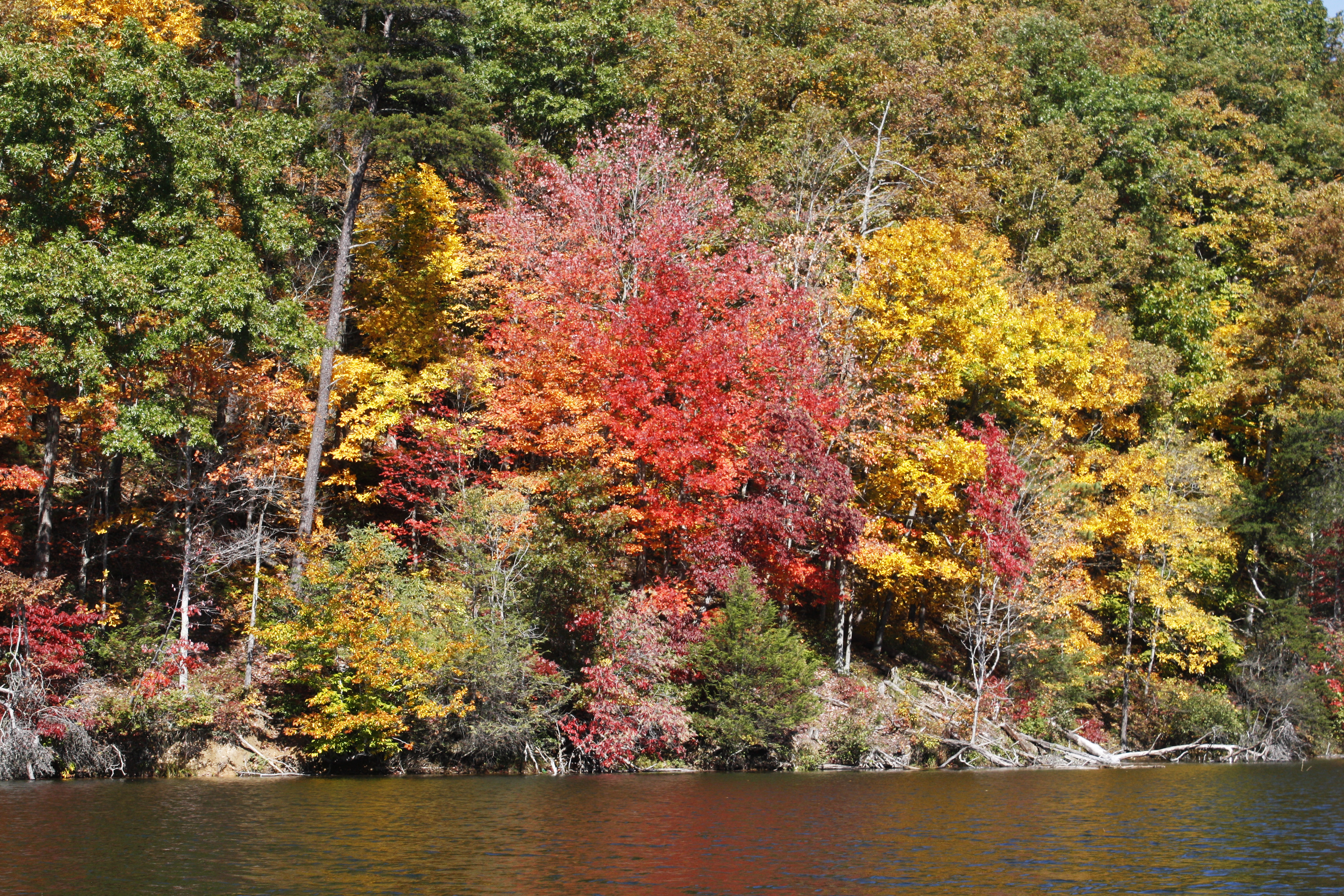
L'estate di San Martino è contraddistinta dai colori accesi, tendenti al rosso, del paesaggio autunnale, evidenziati dalla luce del Sole.

L'estate di San Martino è un periodo autunnale in cui, dopo i primi freddi, si verificano condizioni climatiche di bel tempo e relativo tepore. Nell'emisfero australe il fenomeno si osserva tra fine aprile e inizio maggio, mentre nell'emisfero boreale all'inizio del mese di novembre (San Martino viene festeggiato l'11 di novembre).

## Origine e diffusione del nome

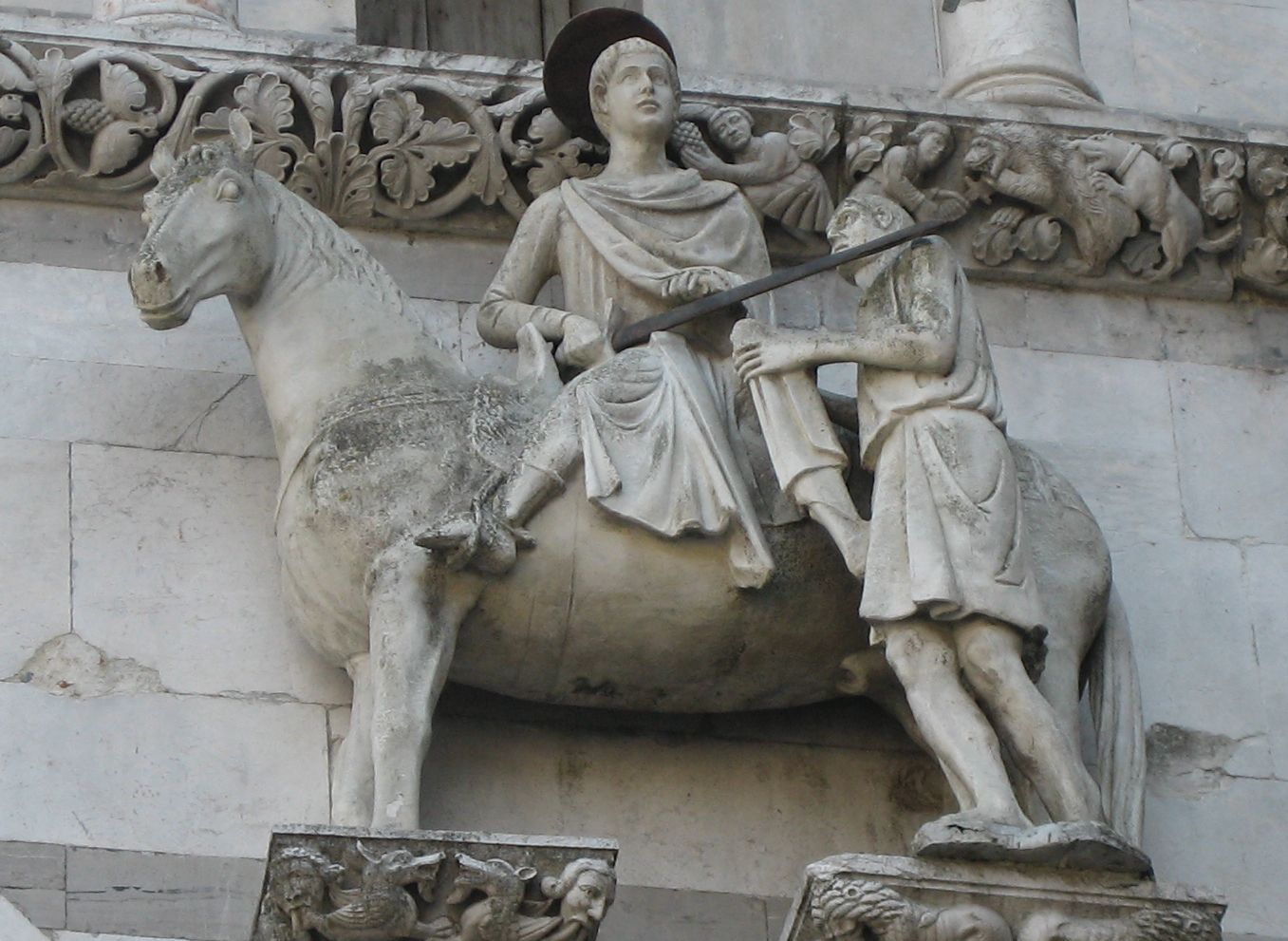
San Martino divide il suo prezioso mantello con un povero, particolare della facciata del Duomo di Lucca dedicato al santo.

Il nome ha origine dalla tradizione del mantello, secondo la quale Martino di Tours (poi divenuto San Martino), nel vedere un mendicante seminudo soffrire il freddo durante un acquazzone, gli donò metà del suo mantello; poco dopo incontrò un altro mendicante e gli regalò l'altra metà del mantello: subito dopo, il cielo si schiarì e la temperatura si fece più mite, come se all'improvviso fosse tornata l'estate.
Il nome di "estate di San Martino" è condiviso con le culture iberofone e francofone; nei paesi anglosassoni il fenomeno viene chiamato Indian Summer ("estate indiana"), mentre in alcune lingue slave, tra cui il russo, è chiamato Bab'e Leto.

## L'estate di San Martino nella cultura di massa
Durante l'estate di San Martino venivano rinnovati i contratti agricoli annuali; da qui deriva il detto "fare San Martino", cioè traslocare. Tradizionalmente, durante questi giorni si aprono le botti per il primo assaggio del vino nuovo, che solitamente viene abbinato alle prime castagne.

### Letteratura
- Questa tradizione è celebrata anche in una famosa poesia di Carducci, intitolata appunto San Martino.
- Un'altra poesia dedicata all'estate di San Martino, ma incentrata sull'aspetto fugace e illusorio del suo improvviso incanto, è Novembre di Giovanni Pascoli.
- Anche Cesare Pavese ha dedicato una poesia al periodo intitolata Estate di San Martino.
- L'estate di San Martino (Nachsommer, 1857) è uno dei romanzi più celebri di Stifter[3].

### Musica
- In ambito musicale, L'Estate di San Martino è il nome di un gruppo italiano di rock progressivo.
- La corrispondente espressione in lingua inglese Indian Summer è usata come titolo in varie opere, fra cui le omonime canzoni dei The Doors dall'album Morrison Hotel, dei Manic Street Preachers dall'album Send Away the Tigers e Indian Summer Sky degli U2 da The Unforgettable Fire.